# Balş
Balș (rumænsk udtale: [balʃ]  ( hør)) er en by i distriktet  Olt i Oltenien, Rumænien. Byen, der har 16.114 (2021) indbyggere, administrerer tre landsbyer: Corbeni, Româna og Teiș.

## Geografi
Balș ligger på den Valakiske slette og ligger på bredden af floden Olteț. Den er beliggende i den nordvestlige del af distriktet, på grænsen til Dolj , 26 km vest for distriktsbyen Slatina.